# Brentuximab vedotin
Il Brentuximab vedotin nome in codice SGN-35 e in precedenza cAC10-vcMMAE è un farmaco immunoconiugato studiato per il trattamento di neoplasie ematologiche come il linfoma anaplastico a grandi cellule (ALCL) e il linfoma di Hodgkin dalla Seattle Genetics.
La molecola del farmaco è costituito dall'anticorpo monoclonale chimerico brentuximab attivo sull'antigene CD30 e da tre a cinque unità di un agente antimitotico, il monometil auristatin E (MMAE). Il MMAE è responsabile delle attività anti-tumorali.

## Indicazioni
Nel 28 febbraio 2011 è stata presentata la domanda di approvazione alla Food and Drug Administration (FDA) per l'uso del brentuximab vedotin nel trattamento del linfoma di Hodgkin refrattario o redicivante e nel linfoma anaplastico sistemico a grandi cellule. Nel settembre 2023 viene indicato in europa per il trattamento dei linfomi di Hodgkin nelle forme recidivanti e refrattarie e del linfoma anaplastico sistemico a grandi cellule.

### Brentuximab vedotin
- (EN) Andreas Engert, Hodgkin Lymphoma, Springer, 1º dicembre 2010,  p. 370, ISBN 978-3-642-12779-3.
- (EN) Mark E. Bunnage, New Frontiers In Chemical Biology, Royal Society of Chemistry, 26 novembre 2010,  p. 239, ISBN 978-1-84973-125-6.
- (PL) Pavel Klener, Pavel Klener e jr., Nová protinádorová léčiva a léčebné strategie v onkologii, Grada Publishing a.s.,  p. 81, ISBN 978-80-247-2808-7. URL consultato il 30 marzo 2011.